# サン・アントニ・ダ・プルマニ
サン・アントニ・ダ・プルマニ（カタルーニャ語: Sant Antoni de Portmany: カタルーニャ語発音: [ˈsant ənˈtɔni ðə purˈmaɲ]）
は、スペイン・バレアレス諸島州のムニシピ。バレアレス諸島・イビサ島西岸に位置する。スペイン語表記はスペイン語: San Antonio Abad（サン・アントニオ・アバド）だが、カタルーニャ語表記が公式名である。

## 地理

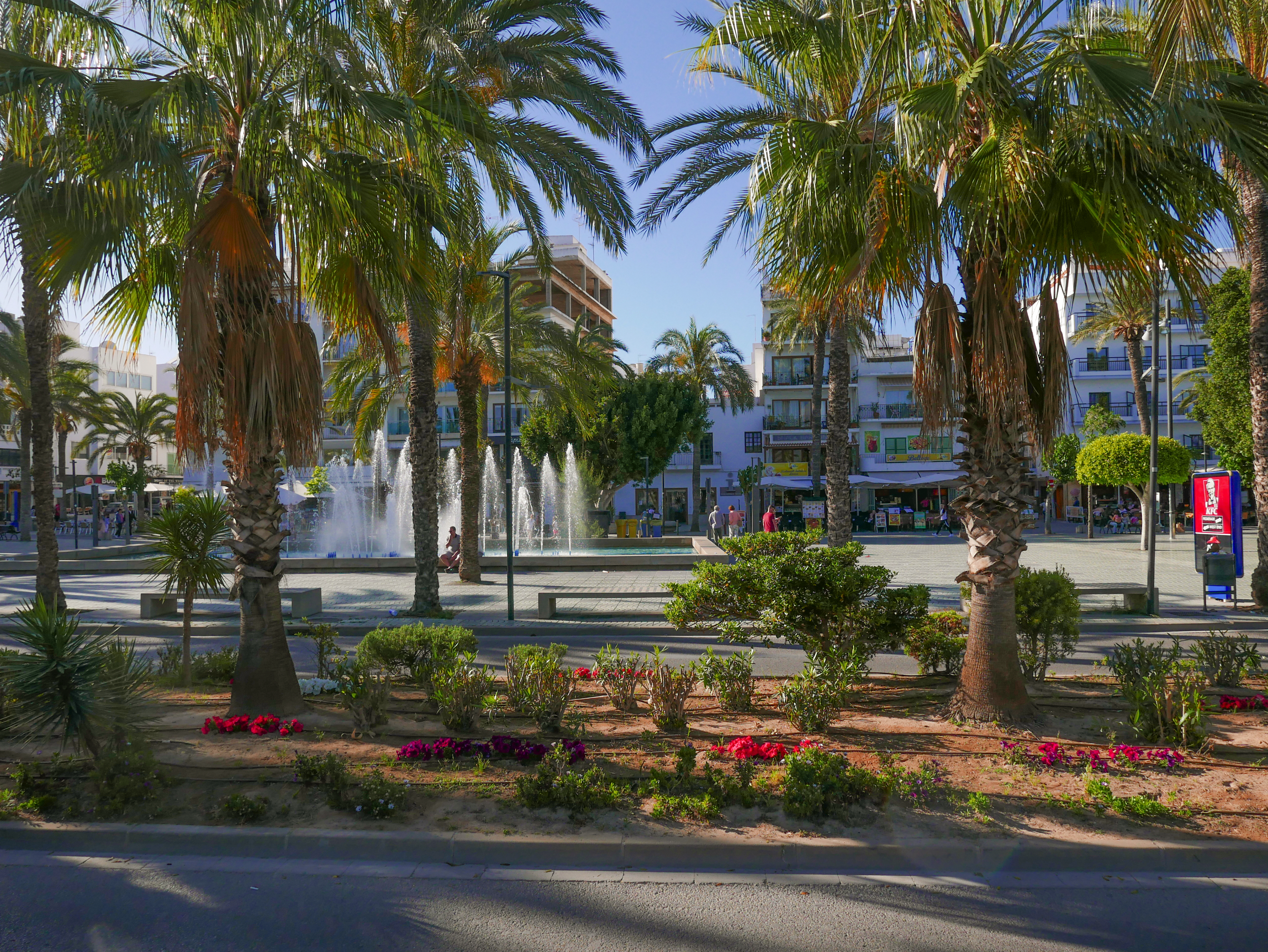
フォンツ通り

サン・アントニ・ダ・プルマニの自治体域は5つの集落からなる。自治体名と同名のサン・アントニ・ダ・プルマニ、サン・ラファル・ダ・サ・クレウ、ブスカステイ、サン・マテウ・ダルバルカ、サンタ・アグネス・ダ・クローナである。2016年時点で24,478人の人口のうち、15,000人以上がサン・アントニ・ダ・プルマニ集落に居住している。この集落はイビサ島で2番目に大きな町である。
町の入口にあるロータリーには1990年代初頭に「コロンブスの卵」と呼ばれるモニュメントが建設された。探検家のクリストファー・コロンブスはこの地域で生まれたとする伝承があり、またカルタゴの将軍であるハンニバルもこの地域で生まれたとする伝承がある。「コロンブスの卵」の西側の湾岸部には、同じく1990年代初頭にフォンツ通りと呼ばれる遊歩道が建設された。ヤシやゴムの木が植えられ、巨大な噴水などが設置されている。
ピティウザス群島（イビサ島とフォルメンテーラ島）の他地域同様に、典型的な地中海性気候である。イビサ島の年平均気温は摂氏17.5度であり、夏季と冬季の気温較差が少ない。イビサ島の年平均降水量は400mmである。イビサ島の最高地点はサン・アントニから南の方角にあるサ・タラヤ（標高476m）である。

## 歴史
1950年代後半にはスペイン中で行われたマスツーリズム推進事業の一環として、サン・アントニにも多くのホテルやリゾートが建設された。観光客が増加するにつれて、サン・アントニ湾の対岸（南岸）にまでバーやホテルなどを含めた観光インフラが整備され、サン・ジュゼブ・ダ・サ・タラヤの自治体域にあるカラ・ダ・ボウ集落にまで市街地が広がった。1980年代以降、夏季にサン・アントニを訪れる観光客の大半はイギリス人である。

## 出身者
- マルコス・ガルシア(1987-) : サッカー選手。
- エフレン・フェルナンデス・カリオン（スペイン語版）(1988-) : サッカー選手。

## ギャラリー

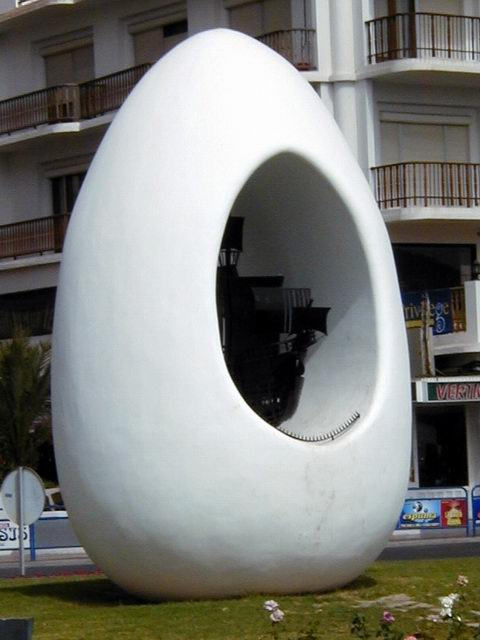
「コロンブスの卵」
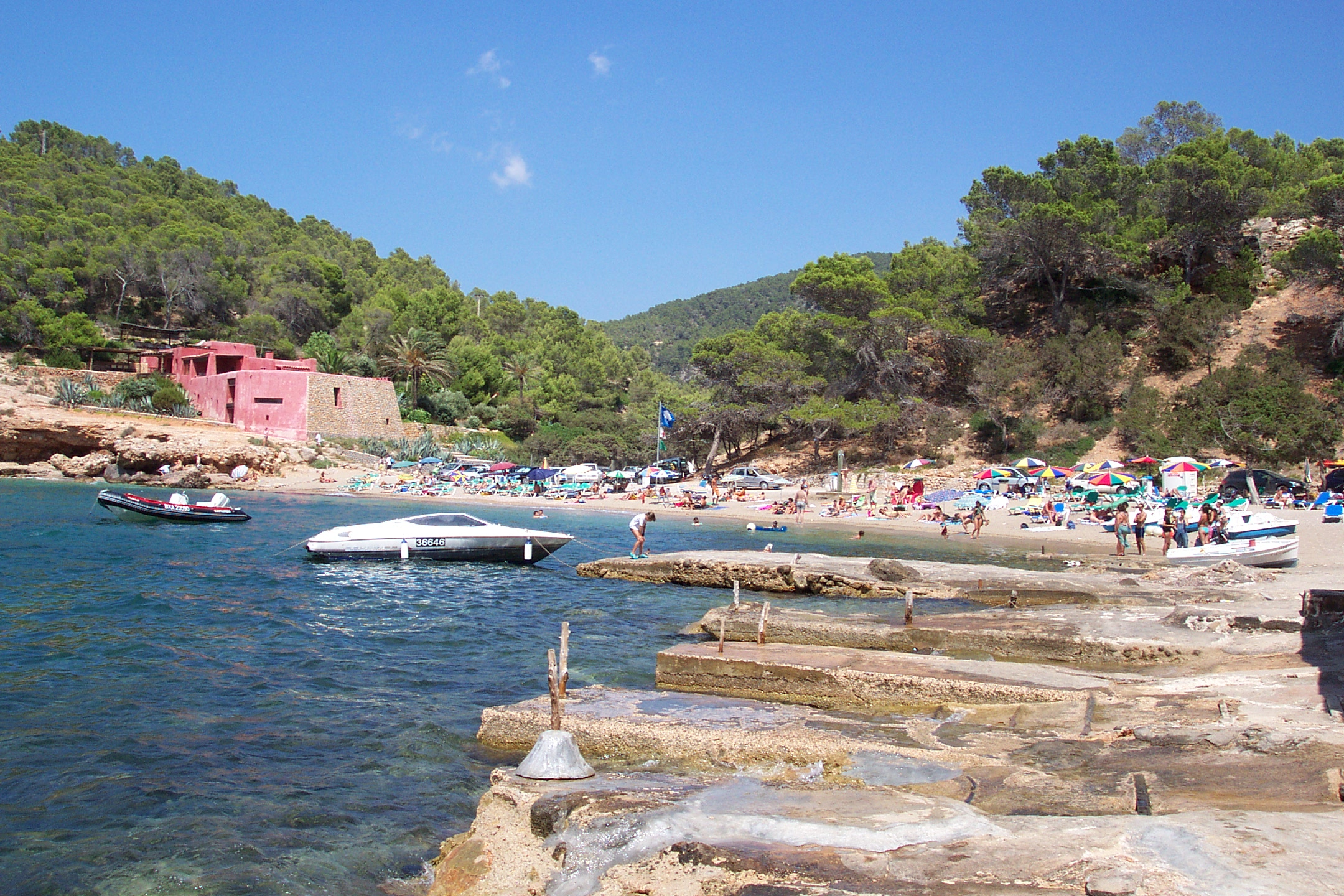
サラーダ海岸
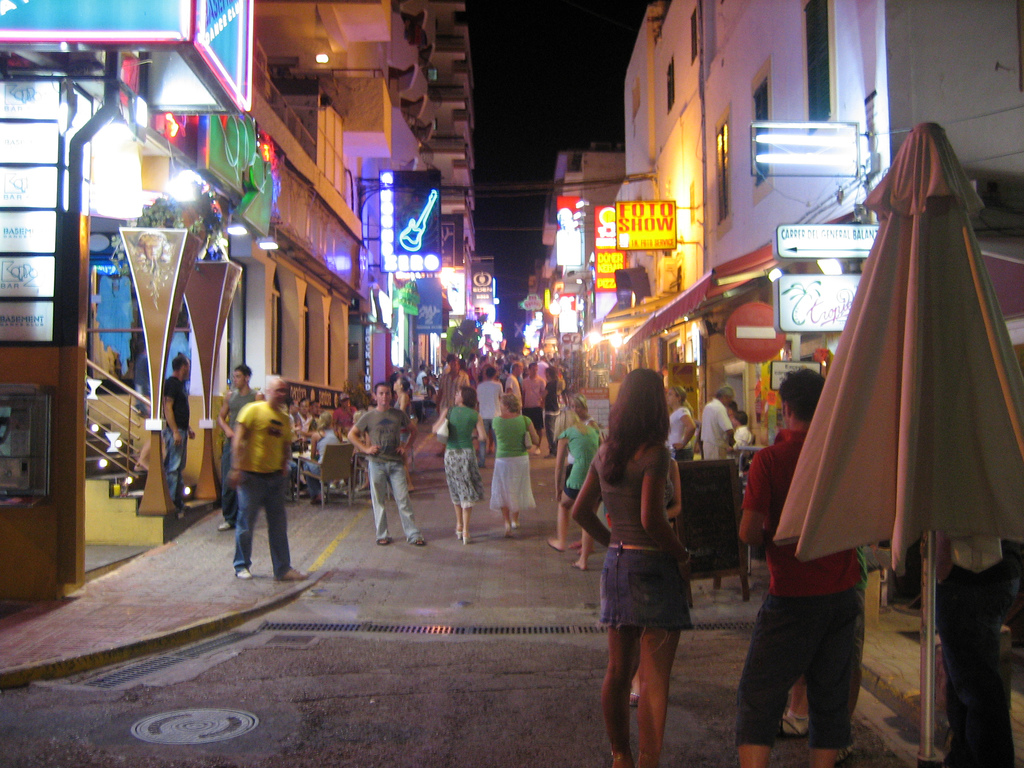
市街地西部